# ラー
ラー（Ra）、あるいはレー（Re）は、エジプト神話における太陽神である。
語源はエジプト語でそのまま、「Ra」（太陽）。ヘリオポリス九柱神の一柱。

## 解説
ラーは、ハヤブサの頭をもつ姿で描かれることが多い。
後にアトゥムと習合し、ヘリオポリスでは、最も重要な神とされる。
原始の海ヌンから生まれ、シューやテフヌト（もとは、アトゥムの子供）、バステトの父とされる。
またセクメトは、ラーが人間を滅ぼすために、その目から生み出されたとされる。
目からは、強烈な光を放ち、敵を焼き滅ぼす。ラーを象徴する元素と色は、それぞれ火と赤。
ラーが自分の子供シューとテフヌトが旅に出て帰って来ずに彼が心配していると、ようやく二人が帰って来たのでラーは涙を流し、その涙から最初の人間が生まれたといわれる。
ファラオは、神々の子孫とされ、「ラーの息子」と捉えられた。
ファラオが死ぬとホルスと共に地上に梯子を降ろし、太陽の船にファラオの霊を招くと言われている。
後にラーの権威が衰え彼は、人間が自分の敵になると信じ込むようになり、自分を敬わない人間を滅ぼすためにセクメトを送り込むも、オシリスの意見により取りやめてトートにその座を譲った。
別の神話では、息子のホルスに権力を与えたいイシスの計略で彼女がラーの垂らした唾液を含んだ泥をこねて作った毒蛇に噛まれ、毒の苦しみに耐えかねて解毒と引き換えに自分を支配できる彼自身の本当の名前を教えた。
やがてアメン信仰がエジプト全土で人気を集めるとアトゥム・ラーとしての創造神の地位は、アメンに奪われ、太陽（ラー）は、アメンに作られた存在になった。またアテンもラーと一時的に習合した。

## ラーの変形
ラーは、アトゥム神と習合し「ラー・アトゥム」、ホルス神と習合し「ラー・ホルアクティ」「パ・ラー・ホルアハティ（鷹（ホルス）の姿の太陽神ラー）」、アメン神と習合し「ラー・アメン」、アテン神と集合し「アテン・ラー」となる。これは、はじめラー信仰が人気を集めアトゥムを取り込んで創造神となり、のちにその地位をホルスやアメンに吸収されたためである。
ラーは、太陽神であり、古代エジプト人は、太陽の運行と共にラー自体も変形すると考えた。日の出の時は、ヌトの腿の間から出てタマオシコガネの姿のケプリとして東に現れ、日中は、ハヤブサの姿、あるいは太陽の船に乗って空を移動する。夜は、雄羊の姿で夜の船に乗り死の世界を旅するとされている。この時、夜の船は、冥界の悪魔からセトによって守られる。これは太陽の動きを神格化したものであるとされている。